# 兵庫県立但馬牧場公園
兵庫県立 但馬牧場公園（ひょうごけんりつ たじまぼくじょうこうえん）は兵庫県新温泉町丹土にある公立総合公園。山間部の標高350mから600mに位置し、スキー場やテニスコート等のスポーツ施設と牧場、博物館、宿泊施設を備える。
例年9月の第4日曜日に開催される但馬牛まつりの会場となっている。

## 施設一覧
- パノラマ展望台・花園
- 放牧場、但馬牛の放牧、ヒツジ、ヤギ、ウサギ、ニワトリ、ワラビーなどの飼育。
- スキー場（冬季以外は人工芝生でソリ遊びが楽しめる）
- 多目的芝生広場
  - ビジターハウス
- テニスコート×3面、ナイター設備あり
- イベントプラザ
- バーベキューハウス
- 宿泊施設「まきばの宿」
- 但馬牛博物館

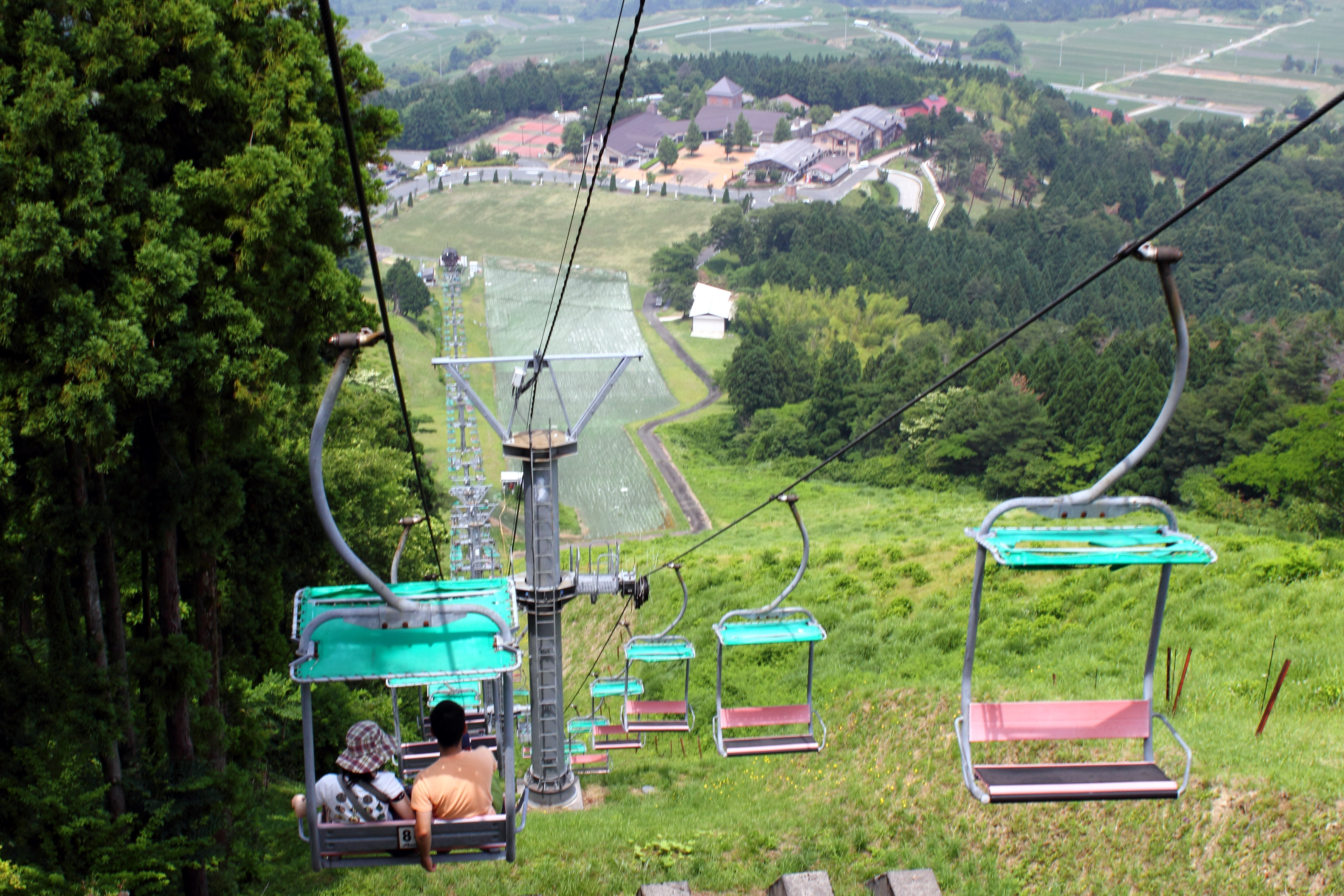
リフトから見える但馬牧場公園の芝生広場
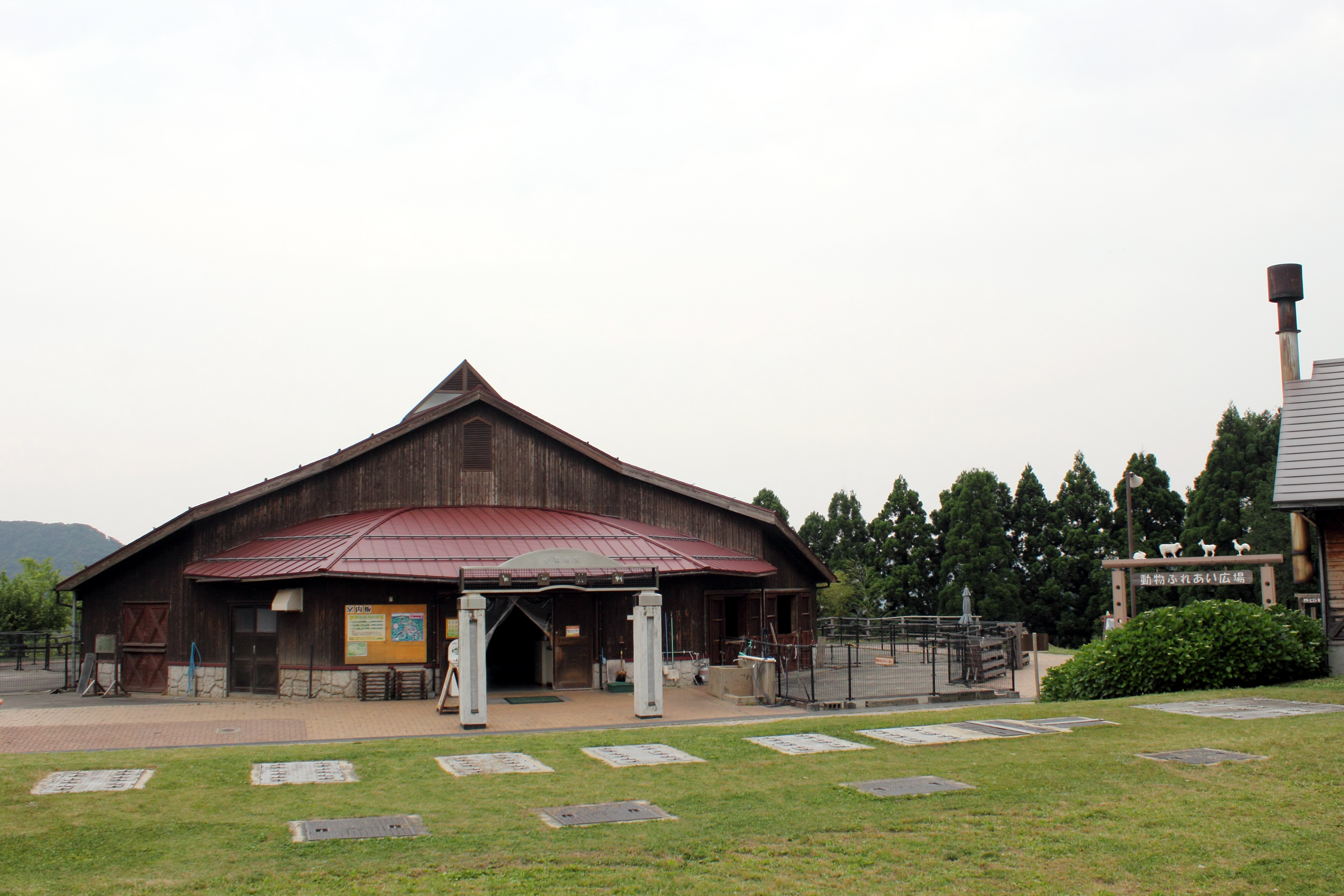
小動物舎と動物ふれあい広場への入口
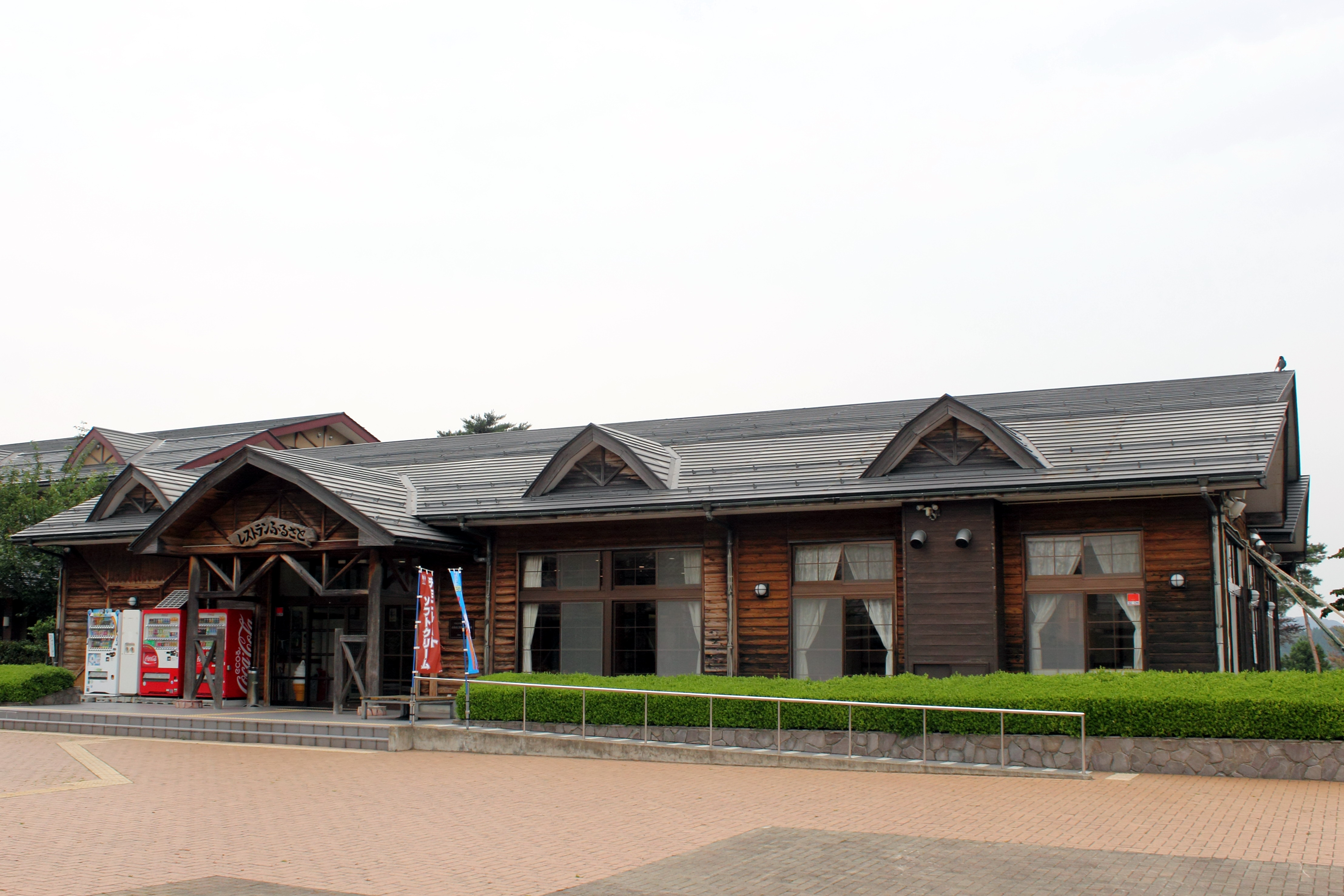
レストランふるさと

### 放牧場
- 主な家畜 - 但馬牛、ワラビー 、ヒツジ、ヤギ、鶏、ウサギ
- 放牧期間 - 7月 - 11月（愛宕山への但馬牛の昼夜放牧）、ヒツジ・ヤギは"動物ふれあい広場"へ放牧
- 開場時間 - 9時から17時
- 閉場日 - 木曜日（祝日と重なった場合は翌日）
- 入場料 - 無料[3]

### パノラマ展望台・花園
標高600mの高原頂上にある360度パノラマの展望台の眼下には6000m2の花園が広がる。遠くは但馬の連山と、遥か日本海までの眺望がある。望遠鏡が設置されている。

### ビジターハウス
牧場公園の総合案内所と農産物加工室があり、農作物加工を体験できる。
- 農作物加工体験メニュー  
  - そば打ち
  - うどん打ち
  - ソーセージ作り
  - 牛肉のたたき
  - もちつき
  - オリジナルパフェ

### 但馬牛博物館
世界に知られる神戸ビーフの神戸牛や三田牛、松阪牛、近江牛などの素牛である但馬牛を紹介している。博物館法に基づく兵庫県教育委員会指定施設（博物館に相当する施設）である。
- 開館時間 - 9時から17時
- 休館日 - 木曜日

### まきばの宿
ゲレンデの麓にある宿泊施設。
- 定員 - 43名
- 営業期間 - 通年

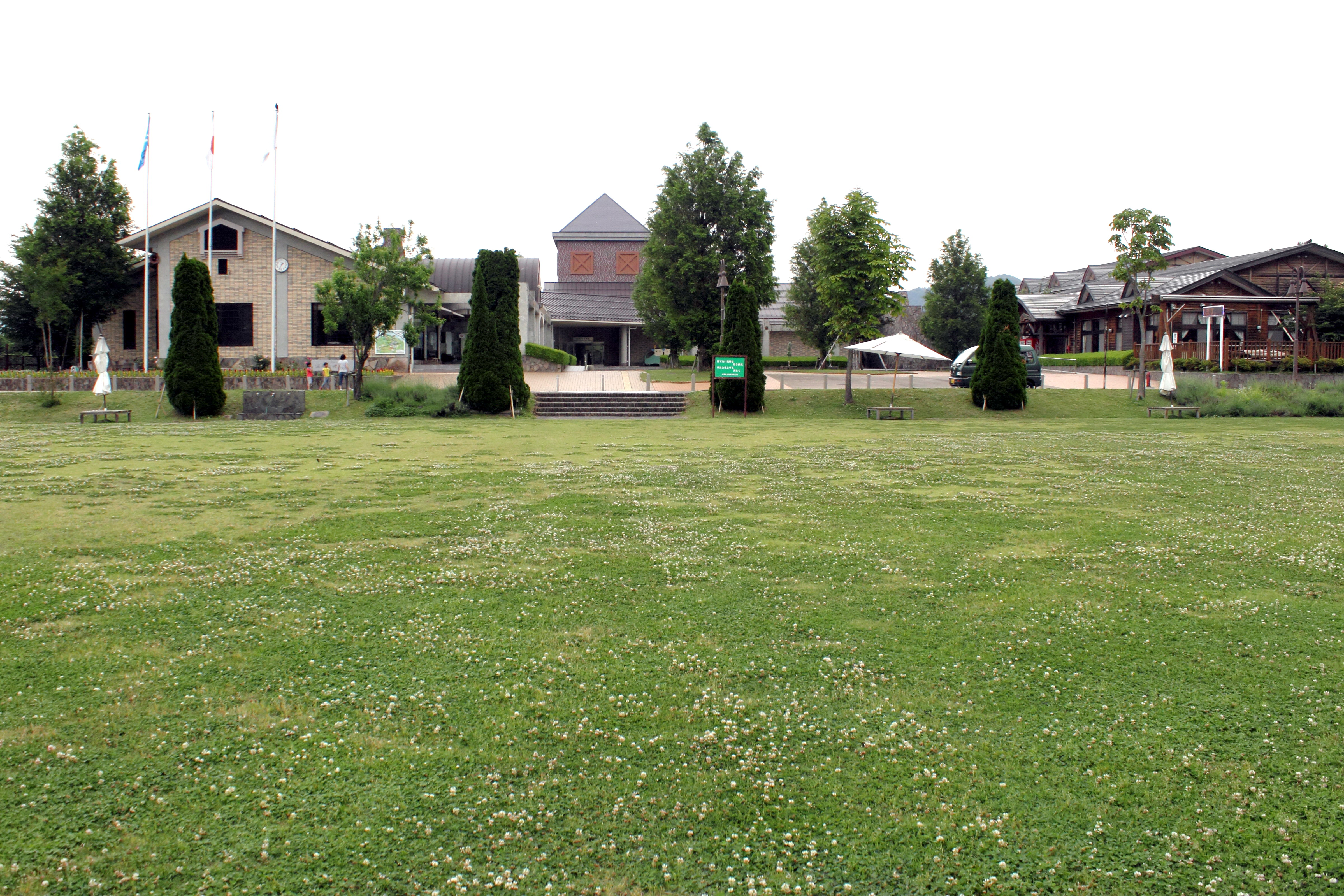
芝生広場
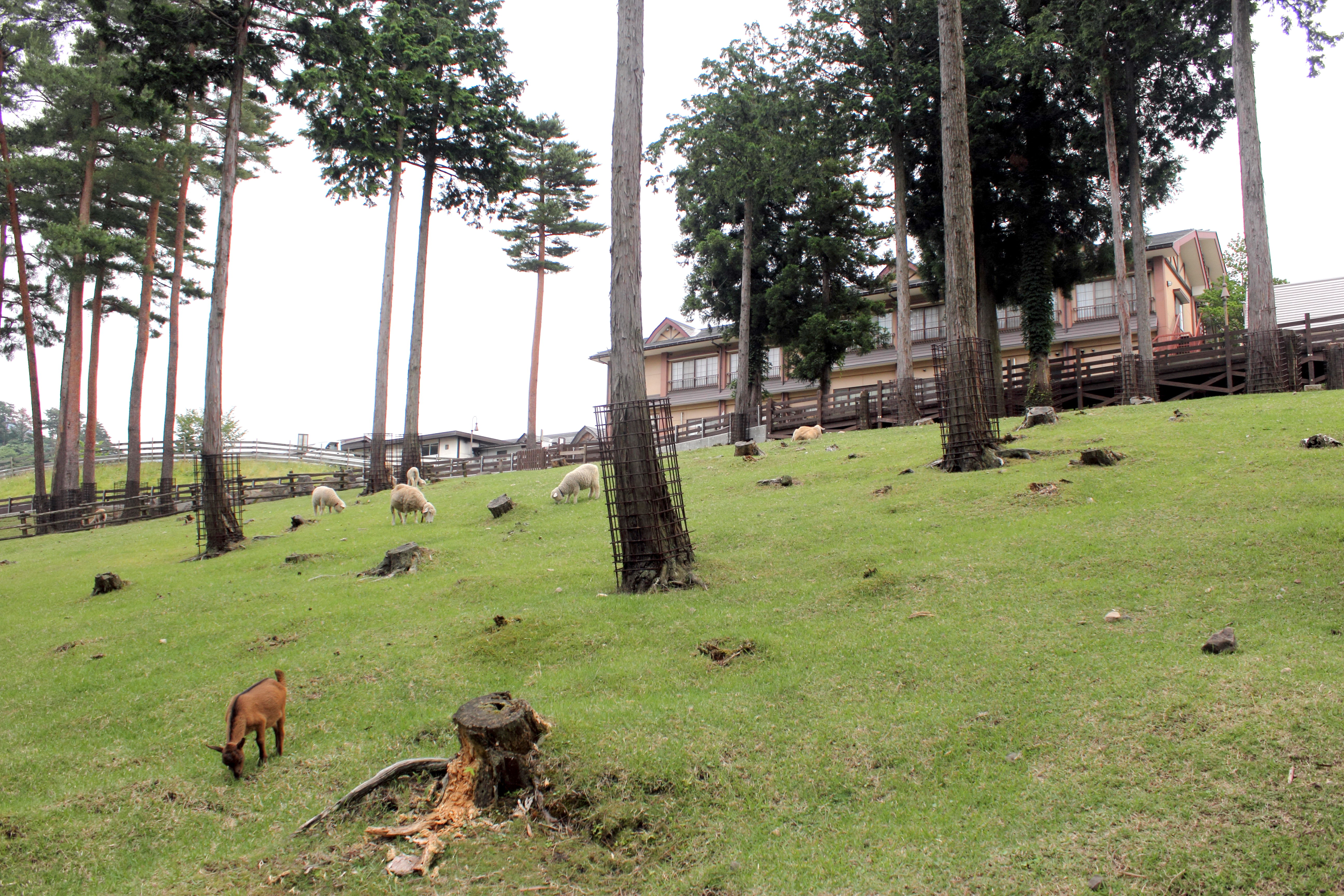
動物ふれあい広場
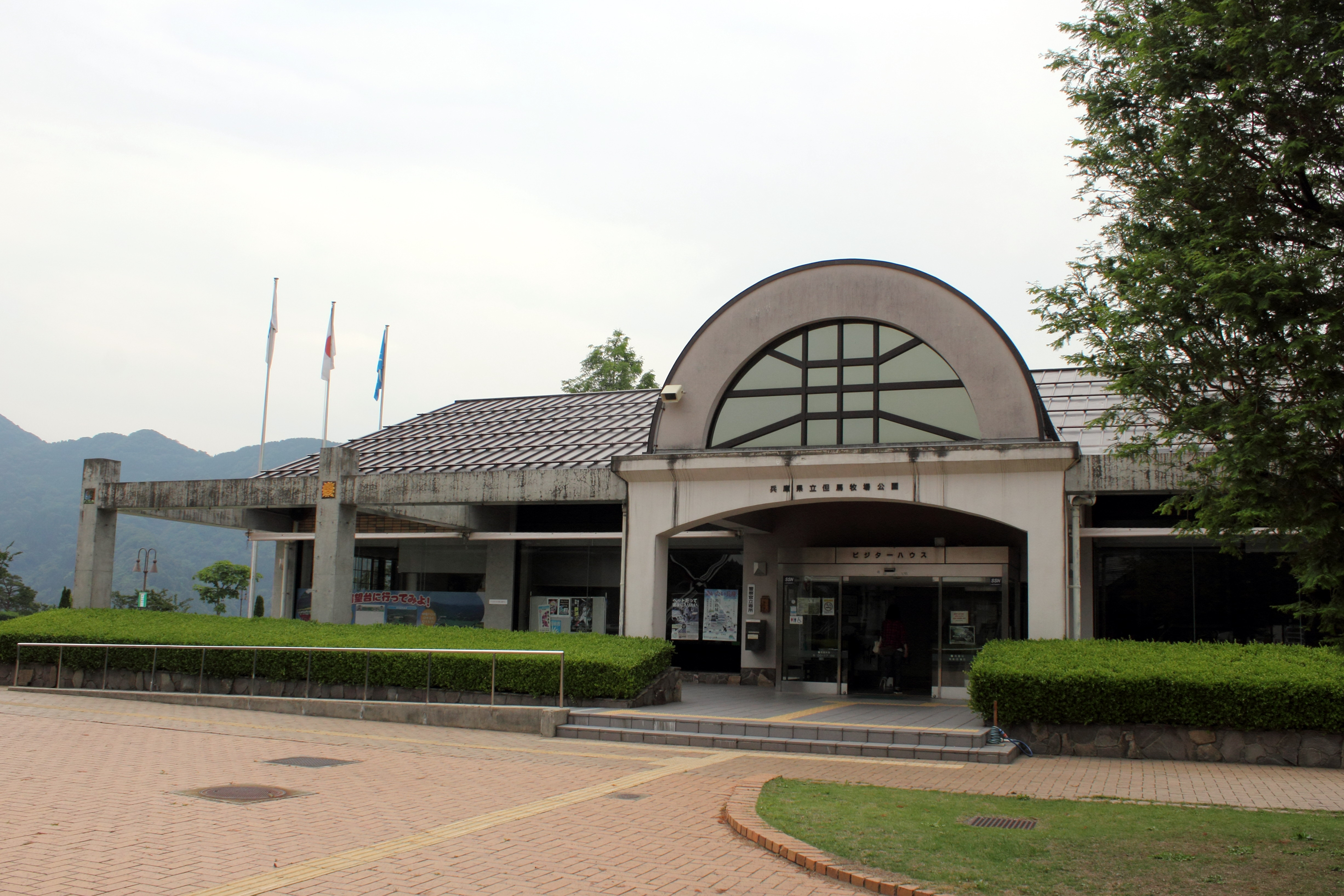
ビジターハウス
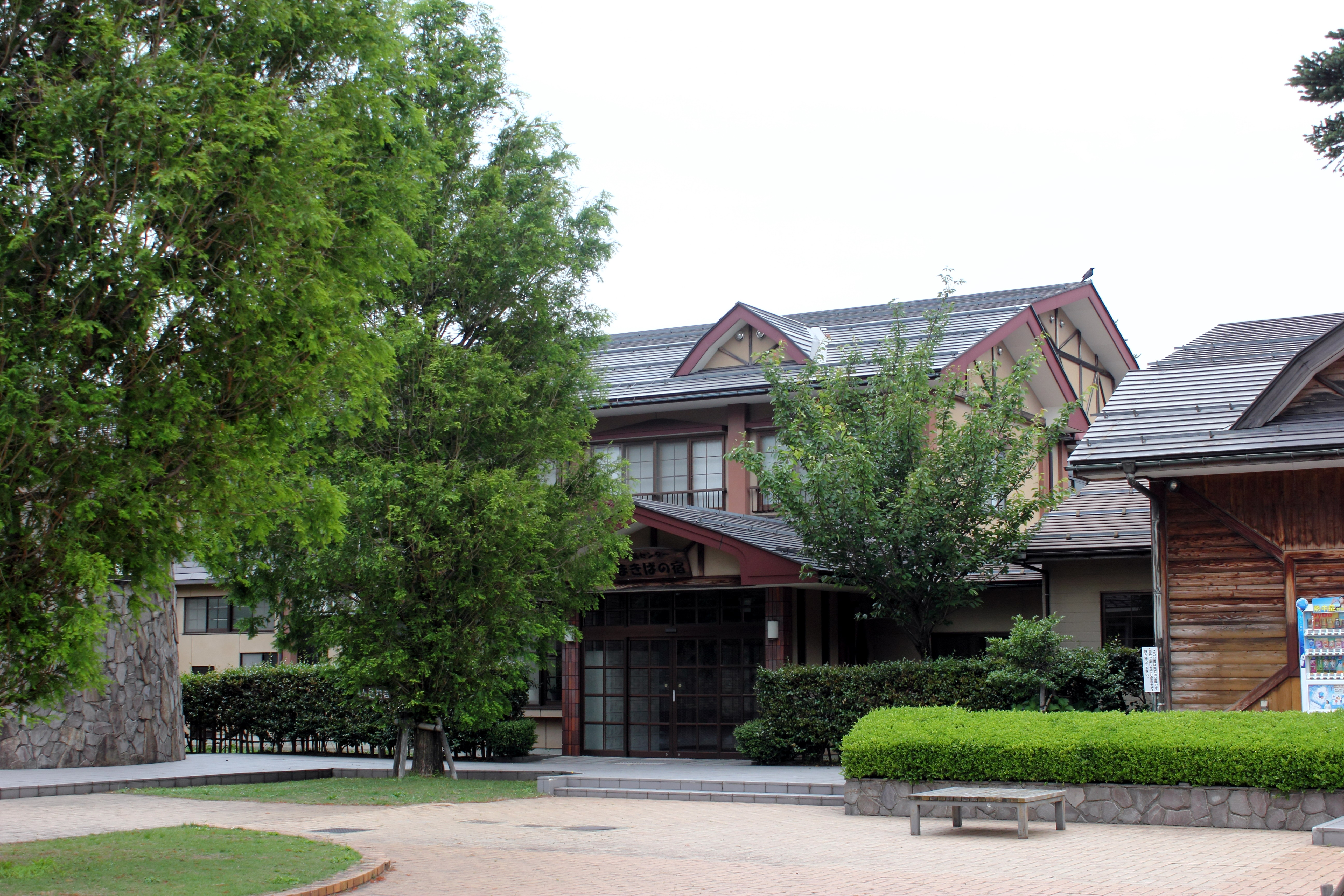
まきばの宿
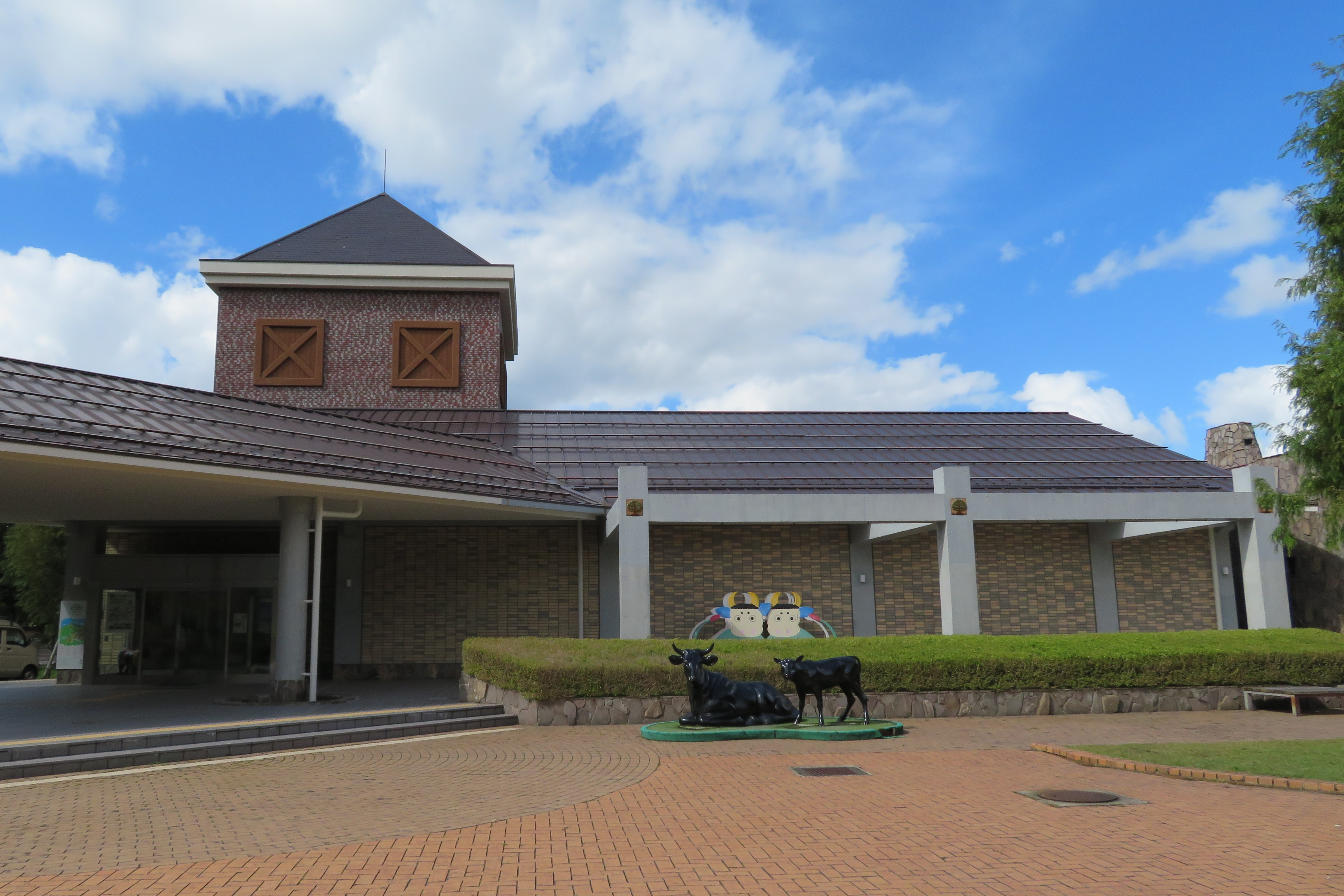
但馬牛博物館

## 年間行事
- 但馬牛まつり
- 雪まつり他

## 交通アクセス
- JR浜坂駅から町民バス・全但バスで「湯村温泉」行き乗車、「湯村温泉」で町民バス「照来（てらぎ）循環線」に乗換、「丹土」下車 徒歩15分

## 周辺情報
- 湯村温泉
- 瀞川平・瀞川山
  - 但馬高原植物園
  - 兵庫県立木の殿堂